# Calle Spring (Tranvía de San Diego)
Para la estación con el mismo nombre de las líneas de la 8ª Avenida y la Avenida Lexington del Metro de Nueva York, véase: Calle Spring y Calle Spring. 
La estación de la Calle Spring es una estación de la línea Naranja del Tranvía de San Diego. La estación cuenta con dos vías y dos plataformas laterales, también cuenta con un servicio expreso hacia el Estadio Qualcomm. La Calle Spring se encuentra localizada en La Mesa, California.

## Conexiones
- La estación tiene conexiones con las siguientes rutas del Sistema de Tránsito Metropolitano MTS 851 y la ruta 855.